# Champions Challenge (hockey)
Het toernooi om de Champions Challenge was het kleinere broertje van de jaarlijkse strijd om de Champions Trophy, dat in 2001 in het leven werd geroepen door de wereldhockeybond FIH. Achterliggende gedachte was verdere promotie en ontwikkeling van de hockeysport. Het toernooi werd in principe om de twee jaar gehouden, met deelname van de mondiale nummers zeven tot en met twaalf. De winnaar plaatste zich voor de Champions Trophy van het daaropvolgende jaar. In 2014 had de laatste editie plaats waarna de Hockey World League in de plaats kwam. 

## Geschiedenis Champions Challenge voor mannen
| 2001 Details | Kuala Lumpur, Maleisië    | India         | 2–1                 | Zuid-Afrika   | Argentinië  | 4–2                   | Maleisië      |
| 2003 Details | Johannesburg, Zuid-Afrika | Spanje        | 7–3                 | Zuid-Korea    | Zuid-Afrika | 2–2 (5–4) Strafballen | Nieuw-Zeeland |
| 2005 Details | Alexandrië, Egypte        | Argentinië    | 5–2                 | Zuid-Korea    | België      | 6–5                   | Engeland      |
| 2007 Details | Boom, België              | Argentinië    | 3–2 (na extra tijd) | Nieuw-Zeeland | India       | 4–3                   | Engeland      |
| 2009 Details | Salta, Argentinië         | Nieuw-Zeeland | 4–2                 | Pakistan      | India       | 3–2                   | Argentinië    |
| 2011 Details | Johannesburg, Zuid-Afrika | België        | 4–3                 | India         | Zuid-Afrika | 3–2                   | Argentinië    |
| 2012 Details | Quilmes, Argentinië       | Argentinië    | 5–0                 | Zuid-Korea    | Ierland     | 4–3 (na extra tijd)   | Maleisië      |
| 2014 Details | Kuantan, Maleisië         | Zuid-Korea    | 4–0                 | Canada        | Maleisië    | 4–2                   | Ierland       |

## Geschiedenis Champions Challenge voor vrouwen
| 2002 Details | Johannesburg, Zuid-Afrika        | Engeland         | 2–1 | Zuid-Korea       | India       | 1–0                        | Zuid-Afrika      |
| 2003 Details | Catania, Italië                  | Duitsland        | 3–1 | Spanje           | Japan       | 2–1                        | Nieuw-Zeeland    |
| 2005 Details | Virginia Beach, Verenigde Staten | Nieuw-Zeeland    | 2–0 | Zuid-Afrika      | Japan       | 2–1                        | Engeland         |
| 2007 Details | Bakoe, Azerbeidzjan              | China            | 2–1 | Zuid-Korea       | Engeland    | 2–1                        | Verenigde Staten |
| 2009 Details | Kaapstad, Zuid-Afrika            | Nieuw-Zeeland    | 2–1 | Zuid-Afrika      | Japan       | 1–0                        | Spanje           |
| 2011 Details | Dublin, Ierland                  | Japan            | 3–2 | Verenigde Staten | Schotland   | 2–2 (4–3) Penalty shootout | Spanje           |
| 2012 Details | Dublin, Ierland                  | Australië        | 6–1 | Verenigde Staten | Ierland     | 2–2 (4–3) Penalty shootout | Schotland        |
| 2014 Details | Glasgow, Schotland               | Verenigde Staten | 3–1 | Ierland          | Zuid-Afrika | 1-0                        | Spanje           |

Champions Challenge I

Mannen:
Kuala Lumpur 2001 ·
Johannesburg 2003 ·
Alexandrië 2005 ·
Boom 2007 ·
Salta 2009 ·
Johannesburg 2011 ·
Quilmes 2012 ·
Kuantan 2014
Vrouwen:
Johannesburg 2002 ·
Catania 2003 ·
Virginia Beach 2005 ·
Bakoe 2007 ·
Kaapstad 2009 ·
Dublin 2011 ·
Dublin 2012 ·
Glasgow 2014
Champions Challenge II 

Mannen:
Dublin 2009 ·
Rijsel 2011
Vrouwen:
Kazan 2009 ·
Wenen 2011